# Komorniki (województwo małopolskie)
Komorniki – wieś w Polsce położona w województwie małopolskim, w powiecie myślenickim, w gminie Raciechowice.
W latach 1975–1998 miejscowość administracyjnie należała do województwa krakowskiego.

## Części wsi
| SIMC    | Nazwa     | Rodzaj    |
| ------- | --------- | --------- |
| 0332707 | Kobyle    | część wsi |
| 0332713 | Olszyny   | część wsi |
| 0332720 | Wierzysko | część wsi |
| 0332736 | Zarębki   | część wsi |

## Zabytki
Obiekt wpisany do rejestru zabytków nieruchomych województwa małopolskiego.
- Zespół dworski: dwór, spichlerz, park.
Budynek klasycystyczny, murowany, parterowy, podpiwniczony. Założony na rzucie prostokąta, dwutraktowy. Od frontu ganeczek z czterema kamiennymi kolumnami i trójkątnym frontem. Dach czterospadowy kryty dachówką. Obok dworu pozostałości założenia parkowego[7].